# Edoardo Pasteur
Edoardo Giacomo Giuseppe Carlo Pasteur (Génova, 29 de mayo de 1877 - Génova, 19 de septiembre de 1969) fue un futbolista, entrenador, árbitro y dirigente deportivo italiano.
Era conocido como Pasteur I para distinguirlo de su hermano Enrico Pasteur, que también fue jugador de fútbol, entrenador y árbitro.

## Biografía
Edoardo nació en Génova a pesar de poseer ascendencia suiza. Incluso fue pariente del reconocido bacteriólogo Louis Pasteur. Terminó sus estudios en Berna y Lausana antes de volver a Génova.
En Génova, fue uno de los primeros jugadores de fútbol y, a continuación, ejecutivo y presidente del Genoa CFC. Pionero de la disciplina junto con James Spensley. Continuó su vida como árbitro y como ejecutivo federal. Finalmente, abrió una tienda de deportes en Génova.
Fue uno de los mejores árbitros italianos de la época. También, por un lapso corto de tiempo, se dedicó a competir en remo.

### Jugador
Edoardo fue jugador del Genoa CFC entre 1898 y 1904. Se desempeñó como defensor en sus 23 partidos como rossoblu. Ganó seis Campeonatos Italianos en el club, y es junto con James Spensley, el jugador con más títulos en la historia del Genoa.

### Entrenador
Como entrenador integró en cinco oportunidades, entre 1912 y 1920, los comités técnicos que dirigieron a la Selección de fútbol de Italia.

### Dirigente deportivo
Pasteur tomó varias veces el cargo de presidente del Genoa. La primera vez, la más larga, que tuvo lugar desde 1904 hasta 1909, sucediendo a Dan Fawcus. En este primer periodo se destaca su iniciativa para la construcción del nuevo estadio del Genoa, el Luigi Ferraris. Se inició en 1909 y terminó en 1911.
Tuvo un segundo periodo entre 1910 y 1911 donde no se destacan grandes cosas. El último periodo como presidente fue de abril a junio de 1946. Asumió al cargo con la tarea de rescatar al club que pasó su período más difícil a consecuencia de la Segunda Guerra Mundial. Durante esta breve presidencia, Pasteur realizó algunas cuestiones muy importantes, como volver a contratar del entrenador William Garbutt y la compra de uno de los mejores jugadores en la historia de Génova: el argentino Juan Carlos Verdeal.

### Periodista
Así como fue uno de los pioneros del fútbol en Italia, Pasteur es recordado como pionero del periodismo deportivo. Fue corresponsal de varios periódicos deportivos italianos, entre ellos La Gazzetta dello Sport. Comentó en abril de 1903 el primer partido jugado por un club italiano en un país extranjero: Fútbol Vélo Club de Niza - Genoa. El partido terminó en victoria 3 a 0 para el equipo genovés. Edoardo también participó en el campo, siendo uno de los titulares del conjunto rossoblu.

## Selección Italiana
El 30 de abril de 1899 jugó un partido para la Selección de Italia. El partido se disputó en la ciudad de Turín en el estadio Velodromo Umberto I, contra la Selección de Suiza. El partido terminó 2-0 a favor de los suizos.

## Clubes

### Como jugador
| Club         | País   | Año         |
| ------------ | ------ | ----------- |
| Genoa C.F.C. | Italia | 1896 - 1904 |

### Como entrenador
Formó parte de varias comisiones técnicas del Seleccionado Italiano
| Club                | País   | Año         |
| ------------------- | ------ | ----------- |
| Selección de Italia | Italia | 1912        |
| Selección de Italia | Italia | 1914 - 1915 |
| Selección de Italia | Italia | 1920        |

### Como presidente
| Club         | País   | Año         |
| ------------ | ------ | ----------- |
| Genoa C.F.C. | Italia | 1904 - 1909 |
| Genoa C.F.C. | Italia | 1910 - 1911 |
| Genoa C.F.C. | Italia | 1946        |

## Palmarés

### Como jugador
| N.º | Título              | Equipo       | País   | Año  |
| --- | ------------------- | ------------ | ------ | ---- |
| 1   | Campeonato Italiano | Genoa C.F.C. | Italia | 1898 |
| 2   | Campeonato Italiano | Genoa C.F.C. | Italia | 1899 |
| 3   | Campeonato Italiano | Genoa C.F.C. | Italia | 1900 |
| 4   | Campeonato Italiano | Genoa C.F.C. | Italia | 1902 |
| 5   | Campeonato Italiano | Genoa C.F.C. | Italia | 1903 |
| 6   | Campeonato Italiano | Genoa C.F.C. | Italia | 1904 |